# 迎风高架桥
迎风高架桥（英語：Windward Viaducts）是美国夏威夷州瓦胡岛上H-3号州际公路的一对高架桥，连接了两边的醫院石隧道和哲翁原野隧道。这座桥以位于柯欧劳山脉的迎风面一侧故而得名，是夏威夷州最长的大桥，承载H-3连接了卡內奧赫的H-1号州际公路和珍珠港附近的H-201号州际公路，曾获1999年国际桥梁大会颁发的古斯塔夫·林德撒尔奖。